# Essex (Misuri)
Essex es una ciudad ubicada en el condado de Stoddard en el estado estadounidense de Misuri. En el Censo de 2010 tenía una población de 472 habitantes y una densidad poblacional de 630,59 personas por km².

## Geografía
Essex se encuentra ubicada en las coordenadas 36°48′43″N 89°51′46″O / 36.81194, -89.86278. Según la Oficina del Censo de los Estados Unidos, Essex tiene una superficie total de 0.75 km², de la cual 0.75 km² corresponden a tierra firme y (0%) 0 km² es agua.

## Demografía
Según el censo de 2010, había 472 personas residiendo en Essex. La densidad de población era de 630,59 hab./km². De los 472 habitantes, Essex estaba compuesto por el 98.09% blancos, el 0.64% eran afroamericanos, el 0.21% eran amerindios, el 0% eran asiáticos, el 0% eran isleños del Pacífico, el 0% eran de otras razas y el 1.06% pertenecían a dos o más razas. Del total de la población el 1.06% eran hispanos o latinos de cualquier raza.